# 1023
1023 је била проста година.

## Догађаји
- Википедија:Непознат датум — Почетак владавине арапске династије Абадида у Севиљи у данашњој Шпанији (од 1023. до 1091).

- 5. јануар — Хајнрих II потписује декрет којим се контрола над Кнежевином Капуа преноси на Пандулфа од Теане.
- 26. јун — Прослава освећења катедрале Светог Мартина у Утрехту.
- Продужење и допуна немачко-француског споразума из 1006. године.
- Викинзи, предвођени Торером Псом, кренули су у поход на Бијармију.
- 1023-1048 — Обнова цркве и бенедиктинског манастира Свете Марије Латинске у Јерусалиму, као и хосписа, који је такође био болница за ходочаснике.
- Абдулрахман V постаје калиф Кордобе (до 1024).
- Абад I постаје емир Севиље. Емират Севиље. Абадитска династија (1023-1091)
- 1023-1042 — Емир Севиље Абу-л-Касим Мухамед I.
- Рензонг из династије Сунг постаје цар Кине (владао до 1063).
- Рат Мстислава Владимировича Храброг са Касогима, где је кнез извојевао победу, заробивши породицу касогског кнеза и наметнувши данак Касогима.
- Руски кнез Јарослав Мудри је уступио Муром свом брату, кнезу Мстиславу. Мстислав Владимирович није задовољан и почиње рат са својим братом Јарославом Мудрим.